# کاترین، شاهدخت ولز
کاترین، شاهدخت ولز (به انگلیسی: Catherine, Princess of Wales) (با نام تولد کاترین الیزابت میدلتون؛ زادهٔ ۹ ژانویهٔ ۱۹۸۲) یکی از اعضای خانواده سلطنتی بریتانیا است. او با ویلیام، شاهزاده ولز، وارث بلافصل تاج‌وتخت بریتانیا، ازدواج کرده است.
کاترین در ردینگ زاده و در باکلبری، بارکشر بزرگ شد. پس از اتمام مدرسه به کالج مارلبرو رفت و پس از آن وارد دانشگاه سنت اندروز شد. در آنجا با شاهزاده ویلیام که او نیز در ۲۰۰۱ مشغول درس خواندن در آن دانشگاه بود آشنا شد. آنها در ۲۹ آوریل ۲۰۱۱ در کلیسای وست‌مینستر ازدواج کردند. این زوج سه فرزند دارند: جورج، شارلوت و لوئی.
تمرکز او بیشتر بر کارهای خیریه است و او از طریق بنیاد خیریه‌اش، بر روی مسائل مربوط به مراقبت در دوران کودکی، اعتیاد و هنر تمرکز دارد. کاترین برای تشویق مردم به بحث در مورد مشکلات سلامت روان، کمپینی را به‌همراه همسرش، ویلیام و برادر شوهرش، هری راه‌اندازی کرد. تایم، او را به‌عنوان یکی از تأثیرگذارترین افراد جهان در سال‌های ۲۰۱۱ تا ۲۰۱۳ و ۲۰۱۸ اعلام کرد. در ۹ سپتامبر ۲۰۲۲، زمانی‌که همسرش توسط پدرش، شاه چارلز سوم، شاهزاده ولز شد، او لقب شاهدخت ولز گرفت.
در ژانویه ۲۰۲۴، کاترین تحت عمل جراحی شکم قرار گرفت و اعلام شد که تا پس از عید پاک، او نمی‌تواند وظایف عمومی خودش را انجام دهد. در ۲۲ مارس، او از طریق یک ویدئوی شخصی اعلام کرد که آزمایش‌های تشخیصی پس از عمل جراحی او نشان داده است که دچار بیماری سرطان شده و درمان پیشگیرانه شیمی‌درمانی را آغاز کرده است. او در این ویدئو، همچون پدر شوهرش که او نیز دچار سرطان شده، نوع آن را اعلام نکرد.

## زندگی
کاترین در سال ۱۹۸۲ در شهرستان بارکشر در انگلستان به دنیا آمد. مادرش مهماندار هواپیما و پدرش برنامه‌ریز پرواز هواپیماها در خطوط هوایی بریتیش ایرویز بود. والدینش در ۲۱ ژوئن ۱۹۸۰ ازدواج کردند. آن دو با هم یک فروشگاه پستی سفارش لوازم تزئینی برای مهمانی برپا کردند و از این راه میلیونر شدند. کاترین یک خواهر و یک برادر دارد. نام خواهرش «فیلیپا» است که همه او را «پیپا» صدا می‌کنند، و برادرش «جیمز ویلیام» است. پیپا که از دانشگاه ادینبرا در اسکاتلند فارغ‌التحصیل شده، پس از نامزدی خواهرش مورد توجه رسانه‌ها قرار گرفت.
کاترین در دانشگاه سنت اندروز در اسکاتلند واقع در شمال بریتانیا تحصیل می‌کرد. او در رشتهٔ تاریخ هنر درس می‌خواند و با شاهزاده ویلیام آشنا شد. وی با نمرات عالی فارغ‌التحصیل شد.

## رابطه با شاهزاده ویلیام
کاترین ارتباط عمیقی با شاهزاده ویلیام به عنوان دوست‌دخترش داشت و پس از آن توجه رسانه‌ها در سراسر دنیا را به خود جلب کرد. عکس او اغلب روی جلد مجله‌ها چاپ می‌شد. در ۱۷ اکتبر ۲۰۰۷ او توسط وکیلش از رسانه‌ها شکایت کرد و گفت که آن‌ها اذیتش می‌کنند. او می‌گوید کار خیلی خاصی انجام نداده که این همه مورد توجه رسانه قرار گرفته.
در فوریهٔ ۲۰۰۶ عنوان شد که کاترین تحت محافظت ۲۴ ساعتهٔ سازمان امنیت سلطنتی و دیپلماتیک قرار گرفته. این موضوع به گمانه زنی‌ها دربارهٔ اینکه او و ویلیام به زودی نامزد می‌شوند، قوت بخشید چون اگر غیر از این بود، سرویس امنیت از او محافظت نمی‌کرد. در آن زمان هیج نامزدی اتفاق نیفتاد و محافظت دیگر شامل حال او نمی‌شد.
در جشن تولد ۲۵ سالگیش در ژانویهٔ ۲۰۰۷، شاهزاده ویلیام و شاهزاده چارلز از طرف وکیل کیت مورد تهدید شکایت قرار گرفتند. دو گروه روزنامه گاردین و نیویورک تایمز مانع از چاپ عکس‌های خصوصی کاترین که توسط خبرنگاران سمج گرفته شده بود، شدند. او حداقل در یک مراسم رسمی به عنوان مهمان سلطنتی شاهزاده ویلیام شرکت کرده که رژهٔ سلطنتی در ۱۵ دسامبر ۲۰۰۶ بود.

### جدا شدن و دوباره پیوستن
در ۱۴ آوریل ۲۰۰۷ روزنامهٔ «سان» که در گروه روزنامهٔ تایمز قرار دارد، عنوان کرد که کاترین و ویلیام از هم جدا شدند. این خبر وقتی تحکیم یافت که بی‌بی‌سی نیز در ادامهٔ روز عنوان کرد که آن دو در سفری که با هم به سوئیس رفته بودند، تصمیم گرفتند که جدا شوند. کاخ سلطنتی فقط یک نظر دربارهٔ جدایی ویلیام و کاترین داد و در ادامه گفت که دربارهٔ زندگی خصوصی شاهزاده ویلیام نظر نمی‌دهند. روزنامه‌ها دلایلی برای این جدایی می‌آوردند ولی منابعشان نامشخص بود. روزنامهٔ سان از قول دوستان صمیمی آن زوج اعلام کرد که کاترین به این علت ناراحت است که اعتقاد دارد ویلیام به او توجه کافی را ندارد. روزنامه‌ها عنوان می‌کردند که ویلیام وقتش را با زن‌های دیگر پر می‌کند و همچنین می‌گفتند که شاهزاده ویلیام که در آن زمان ۲۴ سال داشت، می‌گوید الان برای ازدواج زود است.
روزنامهٔ «دیلی میل» اعضای خانواده سلطنتی را مقصر دانست و گفت برای ازدواج کاترین و ویلیام عجله نکنید و بگذارید ویلیام از زندگی مجردیش در ارتش لذت ببرد. این منبع در ادامه گفت که دوست ویلیام او را تشویق کرده که بی‌اهمیت به دخترها نزدیک شود و اینکه درخواست کاترین برای توجه بیشتر ویلیام به او بی‌مورد است. در ژوئن ۲۰۰۷ آن دو بر این مطلب که فقط دوستان صمیمی‌اند، پافشاری می‌کردند؛ گرچه رسانه‌ها از بهم پیوستن آن دو خبر می‌دادند. کاترین و خانواده‌اش در کنسرتی که برای مادر مرحوم ویلیام، دایانا، شاهدخت ولز، برپا شده بود شرکت کردند. آن‌ها و ویلیام با دو ردیف فاصله نشستند. با دخالت شاهزاده فنلاند سانتاویچ این دو دوباره به هم رسیدند.
پس از آن، کاترین و ویلیام در عموم با هم دیده شده‌اند و روزنامه‌هایی مانند دیلی‌میل و بی‌بی‌سی عنوان کردند که «آتش روابط آنها دوباره روشن شده». در ۲۰۰۸ کاترین همراه ویلیام در جشنی که به مناسبت دریافت نشان بال‌های خلبانی ویلیام در کالج نیروی هوایی پادشاهی بود، شرکت کرد.

### ازدواج و لقب
در نوامبر ۲۰۱۰ کاخ سلطنتی اعلام کرد که کاترین و ویلیام در آوریل ۲۰۱۱ وصلت خواهند کرد. آن دو در اکتبر ۲۰۱۰ طی سفر ده روزه‌ای که به مناسبت دریافت مدرک پرواز هلی‌کوپتر ویلیام با هم به کنیا واقع در شرق آفریقا رفته بودند، نامزد شدند. این رسم وجود دارد که وقتی اعضای سلطنتی ازدواج می‌کنند، به‌طور نمادین نام قلمرویی را صاحب می‌شود. نام قلمرویی که ملکه الیزابت دوم پس از ازدواج برای ویلیام انتخاب کرد «کمبریج» است. بدین ترتیب ویلیام لقب «دوک کمبریج» و همسرش کاترین لقب «دوشس کمبریج» را دریافت کردند.
طبق قرارداد، فرزند پسر و دختر  یا نوهٔ پادشاه لقب «والاحضرت» را دریافت می‌کند. اگر ویلیام پس از ازدواج لقب والاحضرت دریافت کند، کاترین نیز این لقب را دریافت می‌کند؛ مگر اینکه ملکه رأی مخالف بدهند؛ بنابراین کاترین لقب «والاحضرت شاهزادهٔ ویلیام» را دریافت می‌کند. در صورتی که ویلیام این لقب را دریافت نکند، کاترین به عنوان «والاحضرت دوشس (یا هر لقبی در این سطح)» دریافت می‌کند.
پس از برگزاری مراسم ازدواج ملکه بریتانیا به او و شوهرش، شاهزاده ویلیام لقب دوشس و دوک کمبریج را اعطا کرد.

### مراسم عروسی
در ۲۹ آوریل ۲۰۱۱ کاترین میدلتون با شاهزاده ویلیام مراسم ازدواج با شکوهی را جشن گرفتند.

### فرزندان
در ۳ دسامبر ۲۰۱۲، کاخ سنت جیمز اعلام نمود که دوشس حامله است و منتظر اولین فرزندش می‌باشد و به علت استفراغ تند بارداری در بیمارستان خصوصی شاه ادوارد هفتم در لندن بستری شده. در ژانویهٔ ۲۰۱۳، ملکه نامه‌ای جدید صادر کرد که بر طبق آن اگر فرزند دوک و دوشس کمبریج چه پسر و چه دختر باشد، لقب شاهزاده/شاهدختِ پادشاهی متحده و عنوان والاحضرت را دریافت خواهد کرد. این مسئله برای تمام فرزندانی که دوک و دوشس کمبریج در آینده خواهند داشت، صدق می‌کند.
در ۲۲ ژوئیهٔ ۲۰۱۳، پس از آغاز درد اولیهٔ زایمان، دوشس کمبریج به بیمارستان سنت مری منتقل شد. او در آن روز، نوزاد پسری به نام شاهزاده جرج کمبریج در ساعت ۱۶:۲۴ به وقت محلی به دنیا آورد.
دومین بارداری دوشس در ۸ سپتامبر ۲۰۱۴ اعلام شد. همانند بارداری اول، دوشس از استفراغ تند بارداری رنج برد و به همین خاطر دیدارهای رسمی و سفرهای سلطنتی خود را به تعویق انداخت. در ۲ مهٔ ۲۰۱۵، دوشس کمبریج به بیمارستان سنت مری منتقل شد و نوزاد دختری به نام شاهدخت شارلوت ولز را در ساعت ۰۸:۳۴ به وقت محلی به دنیا آورد. این فرزند سومین نفر در خط وراثت برای پادشاهی بریتانیا است.
شاهزاده لویی کمبریج، سومین فرزند او در ۲۳ آوریل ۲۰۱۸ متولد شد.

## ۲۰۰۶ تاکنون
در نوامبر ۲۰۰۶، کاترین یک موقعیت شغلی در فروشگاه‌های زنجیره‌ای لباس «جیگسا» عهده‌دار شد. در سپتامبر ۲۰۰۷ اعلام شد که کاترین، از شغلش در فروشگاه لباس استعفا داده و می‌خواهد به عنوان یک عکاس حرفه‌ای فعالیت کند. بعدها عنوان شد که کاترین تحت تعلیم عکاس سرشناس جهانی «ماریو تستینو» که تعداد زیادی عکس از پرنسس دایانا و پسرانش گرفته، قرار دارد. ماریو اعلام کرد که قرار نیست کاترین برای او کار کند. همچنین شایع شد که کاترین و ویلیام در حال زندگی با هم در خانهٔ سلطنتی در لندن هستند که این خبر توسط خانهٔ سلطنتی تکذیب شد.
در ماه مه ۲۰۰۸ میدلتون در مراسم عروسی پسرخالهٔ ویلیام شرکت کرد ولی ویلیام طی اعلام قبلی نتوانست در این مراسم حاضر شود. او در حال انجام عملیات نظامی در ارتش بود. در ۲۸ فوریهٔ ۲۰۱۰ نیویورک تایمز عنوان کرد که کاترین از یک عکاس به دلیل تجاوز به حریم خصوصی، شکایت کرده. این عکاس عکس‌هایی از کاترین در کریسمس گرفته بود. البته این عکس‌ها هیچ وقت در بریتانیا منتشر نشد. در سپتامبر ۲۰۱۰ کاترین دیگر آن عکاس را تحت تعقیب قرار نداد.

## تندیس مد
کاترین در بسیاری از لیست‌های خوش پوشان دنیا قرار گرفته و طبق انتخاب «دیلی تلگراف» به عنوان «متعهدترین نوظهور» در لیست ۲۰۰۶ برنده‌ها و بازنده‌ها قرار گرفته. او توسط «تاتلر» در سال ۲۰۰۷ رتبهٔ هشتم در لیست ده تندیس برتر مد انتخاب شد. او همچنین در مجله مردم در سال ۲۰۰۷ و ۲۰۱۰ در لیست خوش پوشان جای گرفت. در ژوئن ۲۰۰۸ وبگاه Style.com کاترین را به عنوان تندیس زیبایی ماه انتخاب کرد. او در جشنوارهٔ غرور در لیست خوش پوشان بین‌المللی قرار گرفت.

## عناوین، لقب‌ها و نشان‌ها
- ۹ ژانویه ۱۹۸۲ — ۲۹ آوریل ۲۰۱۱: دوشیزه کاترین الیزابت میدلتون
- ۹ آوریل ۲۰۱۱ — ۸ سپتامبر ۲۰۲۲: والاحضرتِ همایونی دوشس کمبریج
- ۸ سپتامبر ۲۰۲۲ — تا کنون: والاحضرت همایونی شاهدخت ولز

القاب کامل کاترین بعد از ازدواجش هستند: والاحضرتِ همایونی شاهدخت ویلیام، دوشس کمبریج، کنتس استراتِرن، لِیدی کَریکفِرگِس.

## دانستنی‌ها
- وی مالک شرکتی به نام (به انگلیسی: CE Strathearn) است.[۶]